# Nasale alveolare
La nasale alveolare è una consonante, rappresentata con il simbolo [n] nell'alfabeto fonetico internazionale (IPA).

## Caratteristiche
La consonante nasale alveolare sonora presenta le seguenti caratteristiche:
- il suo modo di articolazione è nasale, perché questo fono è dovuto all'occlusione del canale orale (la bocca), e al conseguente deflusso dell'aria dal naso;
- il suo luogo di articolazione è alveolare, perché nel pronunciare tale suono la lingua si accosta agli alveoli;
- è una consonante sonora, in quanto questo suono è prodotto con la vibrazione delle corde vocali.

Nella fonologia generativa tale fonema è formato dalla sequenza dei tratti: +consonantico, +nasale, -grave, -acuto.

## Occorrenze

### Arabo
In lingua araba:
- قرن "secolo" [qærn]

### Ceco
In lingua ceca tale fono è reso con la grafia ⟨n⟩:
- na "su" [na]

### Francese
In lingua francese tale fono è reso con la grafia ⟨n⟩:
- nain "nano" [nɛ̃]
- nager "nuotare" [naˈʒe]

### Georgiano
In lingua georgiana tale fono è reso ⟨ნ⟩ nell'alfabeto georgiano:
- კანი "pelle" [ˈkani]

### Giapponese
In lingua giapponese:
- 半袖 (traslitterato hansode) [hansode]

### Greco
In lingua greca tale fono è reso ⟨ν⟩ nell'alfabeto greco:
- νάμα "vino" [ˈnɐmɐ]

### Inglese
In lingua inglese tale fono è reso con la grafia ⟨n⟩:
- nine "nove" [naɪ̯n]
- nice "carino" [naɪ̯s]

### Italiano
In italiano tale fono è rappresentato con ⟨n⟩ nella grafia; tale indicazione però non segna solo il suono alveolare [n], ma anche le sue varianti (allofoni) che ricorrono davanti alle consonanti: [ɱ] e [ŋ]. In generale la n in italiano è pronunciata /n/ se seguita da vocale o consonante (non f, v, k e g). Un esempio di questo suono si trova nella parola "nano" [ˈnaːno].

### Russo
In lingua russa tale fono è reso ⟨н⟩ nell'alfabeto cirillico.

### Spagnolo
In lingua spagnola tale fono è reso con la grafia ⟨n⟩:
- nada "niente" [ˈnaða]

### Tedesco
In lingua tedesca tale fono è reso con la grafia ⟨n⟩:
- Null "zero" [nʊl]
- Lanze "lancia" [ˈlant͡sə]